# NGC 3734
NGC 3734 est une vaste galaxie spirale relativement éloignée et située dans la constellation de la Coupe. NGC 3734 a été découverte par l'astronome germano-britannique William Herschel en 1794.

## Caractéristiques
La classe de luminosité de NGC 3734 est II-III et elle présente une large raie HI. Elle renferme également des régions d'hydrogène ionisé.

### Distance
Sa vitesse par rapport au fond diffus cosmologique est de 9 509 ± 27 km/s, ce qui correspond à une distance de Hubble de 140,3 ± 9,8 Mpc (∼458 millions d'al).

### Classification
Les avis diffèrent sur la classification de NGC 3734, spirale intermédiaire selon les bases de données NASA/IPAC et HyperLeda et spirale selon le professeur Seligman et par Wolfgang Steinicke. L'image obtenue des données de l'étude Pan-STARRS ne montre pas la présence d'une barre et la classification de spirale semble mieux correspondre à cette image.

### Brillance de surface
En raison d'une brillance de surface égale à 14,18 mag/am2, on peut qualifier NGC 3734 de galaxie à faible brillance de surface (LSB en anglais pour low surface brightness). Les galaxies LSB sont des galaxies diffuses (D) avec une brillance de surface inférieure de moins d'une magnitude à celle du ciel nocturne ambiant.